# Miranda Teboh-Ewungkem
Miranda Ijang Teboh-Ewungkem (née en 1974 au Cameroun) est une mathématicienne américaine et professeure d'université d'origine camerounaise. Elle mène des recherches dans le domaine des équations différentielles ordinaires et partielles et des méthodes statistiques de modélisation de la dynamique et de la transmission des maladies infectieuses.

## Biographie et travaux
Teboh-Ewungkem a étudié à l'université de Buéa au Cameroun, où elle a obtenu une mineure en informatique, un baccalauréat ès sciences en mathématiques en 1996 et une maîtrise ès sciences en mathématiques en 1998. De 1998 à 2002, elle a effectué des recherches à l'université Lehigh à Bethléem (Pennsylvanie), où elle a obtenu un Master of Science en statistique en janvier 2003. En mai 2003, elle y a obtenu son doctorat sous la direction de Eric Paul Salathe avec une thèse intitulée : « Mathematical Analysis of Oxygen and Substrate Transport Within a Multicapillary System in Skeletal Muscle » (Analyse mathématique du transport de l'oxygène et du substrat par un système multicapillaire dans le muscle du squelette). Elle a ensuite été professeure adjointe invitée Hsiung à l'Université de Lehigh jusqu'en 2004, professeure adjointe invitée jusqu'en 2006 et professeure adjointe au Lafayette College à partir de 2006.
Elle est rédactrice en chef associée de l'International Journal of Applied Mathematics & Statistics (IJAMAS) depuis 2006. Elle a été conférencière invitée à de nombreuses conférences, y compris le discours d'ouverture de la conférence 2010 de l'Association des sciences mathématiques d'Afrique australe (SAMSA) à Gaborone, au Botswana, en présence de représentants du gouvernement et du directeur de l'Université du Botswana. En 2009, grâce à une bourse de la National Science Foundation, elle a organisé un atelier international et une conférence à l'Université de Buea pour les collèges et universités d'Afrique, des États-Unis et d'Europe afin d'échanger des idées sur l'utilisation des mathématiques pour des problèmes de santé tels que le paludisme et le SIDA.

## Adhésions
- Association for Women in Mathematics
- American Mathematical Society
- Société de biologie mathématique
- Société des mathématiciens industriels et appliqués
- Mathematical Association of America
- Société d'honneur pour les étudiants internationaux
- Chapitre Scholars-Beta Pi de Phi Beta Delta

## Récompenses (sélection)
- 1996 : Prix du meilleur étudiant de premier cycle et des cycles supérieurs en mathématiques, Université de Buea
- 1996 : Prix des trois meilleures femmes, Université de Buea
- 1998 : Bourse du doyen, Université Lehigh
- 1998 : Bourse internationale du Commonwealth
- 1998 : Prix du meilleur étudiant universitaire, Prix du meilleur étudiant diplômé, Prix du meilleur étudiant en mathématiques, Université de Buea
- 2000 : Membre de la Honor Society for International Students and Scholars - Beta Pi Chapter of Phi Beta Delta
- 2003 : Meilleur professeur, programme Summer Excel, Lehigh University
- 2020 : Fellow de l'Institut Scientifique Africain

## Publications (sélection)
- avec E.P. Salathe: The Role of Counter-Current Exchange in Preventing Hypoxia in Skeletal Musclee, Bulletin of Mathematical Biology, 68 (8), 2006, pp. 2191-2204.
- avec EP Salathe : Substrate diffusion from a array of capillaires with co-current and contre-current flow, Mathematical and Computer Modeling Journal, Volume 42, numéro 1 et 2, pages 17-30, 2005.
- avec Bahar Acu, Donatella Danielli, Marta Lewicka, Arati Pati, Saraswathy RV: Advances in Mathematical Sciences: AWM Research Symposium, Houston, TX, avril 2019 (Association for Women in Mathematics Series, 21) (anglais), 2020,  (ISBN 978- 3030426866) .